# 1061년

## 연호
- 북송(北宋) 가우(嘉祐) 6년
- 요(遼) 청녕(淸寧) 7년
- 일본(日本) 고헤이(康平) 4년
- 서하(西夏) 차도(奲都) 5년
- 리 왕조(李朝) 쯔엉타인자카인(彰聖嘉慶) 3년

## 기년
- 고려(高麗) 문종(文宗) 15년
- 북송(北宋) 인종(仁宗) 39년
- 요(遼) 도종(道宗) 7년
- 서하(西夏) 의종(毅宗) 13년
- 리 왕조(李朝) 성종(聖宗) 8년